# I Zingari League
The I Zingari League var en engelsk fotbollsliga baserad i Liverpool, England. Den grundades 1895  och spelade sin sista säsong 2005-06 då den gick ihop med the Liverpool County Football Combination och bildade the Liverpool County Premier League. Den nya ligan tog the County Combination's plats i det engelska ligasystemet och som matarliga till North West Counties Football League. Den var en gång i tiden en matarliga till North West Counties Football League.
Varje år från 1919 till ligans nedläggning spelades en match mot the Lancashire Amateur League.

## Medlemsklubbar
Den sista säsongen spelade fjorton lag i Premier Division, mästare blev Old Xaverians.
| Alsop OB           |
| BRNESC             |
| Collegiate OB      |
| East Villa         |
| Hill Athletic      |
| Liverpool NALGO    |
| Mackets            |
| NELTC              |
| Old Xaverians      |
| Quarry Bank OB     |
| Red Rum            |
| Roma               |
| Turpins Devonshire |
| Warbreck           |

## I Zingari Combination
The I Zingari Combination var från första början en liga för reservlagen i I Zingari League. Fastän den ligan lagts ner fortsätter The I Zingari Combination sin verksamhet, fast nu med lag från Liverpool County Premier League (och med förstalaget från en klubb, Mexoc). The Combination har funnits sedan 1904.